# Rhytidoponera rufonigra
Rhytidoponera rufonigra är en myrart som beskrevs av Clark 1936. Rhytidoponera rufonigra ingår i släktet Rhytidoponera och familjen myror. Inga underarter finns listade i Catalogue of Life.